# Mencheperre
Mencheperre war der Sohn des Königs von Oberägypten, Pinudjem I., und um 1045 bis 992 v. Chr. während der 21. Dynastie (Dritte Zwischenzeit) „Hoherpriester des Amun“ in Theben und als dieser Nachfolger seines Bruders Djedchonsiuefanch.
Weitere Geschwister waren Psusennes I., die „Gottesgemahlin des Amun“ Maatkare sowie Masaharta.
Über die Zeit seiner Regentschaft ist nur wenig bekannt. Er führte den Titel „König von Ober- und Unterägypten“, der sonst dem Pharao vorbehalten war, und ließ mehrere Festungen und Forts in Mittelägypten errichten. Auf der aus dem Karnak-Tempel stammenden „Stele der Verbannten“ wird berichtet, dass Mencheperre um den dortigen Tempelbezirk eine Mauer bauen ließ, um diesen vor den sich ausbreitenden Wohnbauten zu schützen.
Für die Bestattung des Mencheperre wurde ein Sarkophag verwendet, in dem ursprünglich Pharao Ramses II. beigesetzt worden war.